# Marián Lejava
Marián Lejava (* 14. September 1976 in Bratislava) ist ein slowakischer Komponist und Dirigent.

## Leben
Bereits mit vierzehn Jahren trat Marián Lejava 1990 ins Konservatorium Bratislava ein, wo er Komposition bei Peter Martinček und Dirigieren bei Július Karaba studierte. 1996–2002 setzte er das Studium an der Hochschule für Musische Künste Bratislava (Vysoká škola múzických umení v Bratislave – VŠMU) in Komposition bei Vladimír Bokes und in Dirigieren bei Bystrík Režucha, Róbert Stankovský und Stanislav Macura fort. Darüber hinaus besuchte er Dirigierkurse bei Robert Houlihan und András Wilhelm in Szombathely (1996) sowie zahlreiche weitere Kurse und Seminare für Komposition, etwa im Zuge der isa – Internationalen Sommerakademie in Reichenau an der Rax bei Erich Urbanner (1998), bei den Sommerkursen in Český Krumlov (Marek Kopelent, Petr Kotík und Matthias Hermann) (2000), den CASMI-Kompositionskursen in Prag bei Ladislav Kubík (2001, 2003) sowie den OCNM-Seminaren des Ostrava Center for New Music bei Christian Wolff, Alvin Lucier, Tristan Murail, Phill Niblock, Jean-Yves Bosseur und Petr Kotík (2001, 2003). Es folgten Postgraduate-Doktoratsstudien an der VŠMU in Komposition bei Vladimír Bokes und in Dirigieren bei Ondrej Lenárd, die er 2005 bzw. 2010 abschloss.
Mit Kolleginnen und Kollegen wie Lucia Papanetzová, Lucia Koňakovská, Bosko Milakovic und Peter Groll engagierte sich Lejava 2003 als Mitbegründer und Dramaturg der Vereinigung Junger Komponistinnen und Komponisten SOOZVUK. Als Dirigent wirkte Lejava 2003/2004 als Assistent von Zsolt Nagy bei der Janáček-Philharmonie Ostrava für Konzerte im Rahmen von OCNM ‘03 und des Berliner Festivals MaerzMusik. Seit 2006 ist er Gastdirigent der Oper des Slowakischen Nationaltheaters in Bratislava. 2007–2014 war er musikalischer Leiter des Opernstudios der VŠMU. 2010 erhielt er einen Lehrauftrag für Komposition und Dirigieren an der VŠMU. Seit 2010 ist er einer der Leiter der VENI ACADEMY des VENI ensembles, die sich der Interpretation und Vermittlung zeitgenössischer Musik widmet. Intensive Zusammenarbeit verbindet Marián Lejava schwerpunktmäßig mit slowakischen Ensembles wie OPERA APERTA und Melos Ethos Ensemble sowie Künstlerpersönlichkeiten wie dem Regisseur Rastislav Ballek und dem Geiger Milan Paľa. Neben seinen Verpflichtungen in der Slowakei absolvierte er Dirigate in Tschechien, Frankreich, Ungarn, Deutschland.

## Preise und Auszeichnungen
- 2001: Preis der slowakischen Urheberrechtsgesellschaft SOZA[12] für Sieben Bagatellen als erfolgreichstes Werk eines jungen Autors
- 2003: Ján-Levoslav-Bella-Preis für veni’s marchin‘ on (an anthem)
- 2005: Josef-Bulva-Preis für Metamorphosen
- 2013: Radio Head-Preis für die Aufnahme des Jahres in der Kategorie Klassik für die CD „VENI ACADEMY. Rolling Tones“
- 2016: Radio Head-Preis für die Aufnahme des Jahres in der Kategorie Klassik für die CD „Violinkonzerte von Karol Szymanowski und Alban Berg“
- 2018: Frico-Kafenda-Preis für das CD-Projekt „Violinkonzerte von Karol Szymanowski und Alban Berg“

## Werke (Auswahl)

### Oper
- Bohom milovaný (Gottgefällig). Musiktheater in fünf Szenen mit Prolog und Epilog op. 21, Libretto: Marián Lejava und Zuzana Šajgalíková (2015/2016)[13]

### Schauspielmusik
- Oskar a dáma v ružovom (Oskar und die Dame in Rosa). Musik zu dem Stück von Éric-Emmanuel Schmitt (2005)
- Jánošík. Musik zu dem Stück von Mária Rázusová-Martáková (2016/2017)[14][15]
- Znovuzjednotenie Koreií (Die Wiedervereinigung Koreas). Musik zu „La Réunification des deux Corées“ von Joël Pommerat (2018)
- Bakchantky (Die Bakchen). Musik zu dem Drama von Euripides (2019)[16]
- Tanec smrti (Totentanz). Musik zu August Strindbergs gleichnamigen Drama in der Fassung von Mário Drgoňa und Rastislav Ballek (2019)[17]

### Orchester
- Birds’ n’ Fishes (Tableau II) op. 11 Nr. 2 (2007–2009, rev. 2020/2021)
- Candide overture op. 13 (2008/2010, rev. 2016)
- De Brevitate Vitae (Symphoniae) (2019)
- The Wrath. Ouvertüre für großes Orchester op. 26 (2020)

### Soloinstrument und Orchester
- The Circle of Eternity für Orgel und Streichorchester (2001, rev. 2018)
- Exstinctio: Aria für Viola und Streichorchester (2012)
- Exstinctio (Milanolokonzert Nr. 1). Klagekonzert für Milanolo[18] und Streichorchester op. 17 (2012/2013)
- Omayra (Milanolokonzert Nr. 2). Requiem-Konzert für Milanolo und Streichorchester op. 20 (2015, rev. 2017/2018)
- Vertigo op. 23. Zweitfassung von Konzert für Violine und Orchester op. 23 (2017/2018, rev. 2021)
- Concertino (Variations) für Klarinette und Orchester op. 25 (2018–2020)
- Herbsttag – dichtung für Violine und Streichorchester op. 29 (2021)
- Skylight. Suite im alten Stil in zwei Teilen für Violine und Streichorchester op. 30 (2021)

### Kammerorchester
- Kammersinfonie in einem Satz (1995)
- Lavender Mist (Tableau I) op. 11 (2006–2008, rev. 2021/2022)

### Ensemble
- veni's marchin' on (an anthem) für neun Instrumente (2002/2003, rev. 2005/2006)
- Flat Land and Plains. Fassung für neun Instrumente op. 9b (2005)
- The Wrath Sessions I Vol. 1 für neun Instrumente op. 12 (2008)
- The reVENIers für vierzehn Instrumente (2012)
- Amid van Dare (facing yesterdays no. 1) für 15 Instrumente op. 31 (2022)

### Kammermusik
- Bläserquintett (1992)
- Doppio M Concerto für Oboe, Klarinette, zwei Fagotte und Klavier (1994/1995)
- Streichquartett Nr. 3 (1996–1998)
- Chant d‘Amour für zwei Violen, zwei Violoncelli und Klavier op. 3 (1999)
- Seven bagatelles für Flöte, Klarinette, Oboe und Fagott op. 4 (1999/2000)
- from father to son (notturno no. 2) für Klaviertrio (2000, rev. 2002)
- Streichtrio (2001)
- The Circle für Orgel und Streichquintett (2000)
- Quaoar für vier Schlagzeuger op. 7 (2003)
- Langsamer Satz für Streichtrio op. 8 (2003)
- Aria (for Lotz Trio) für drei Bassetthörner op. 10 (2005)
- Flat Lands and Plains für sechs Instrumente op. 9b (2010)
- Con Brio. Klaviertrio Nr. 1 op. 27 (2010, rev. 2020)
- Principium (Heptacon-Zyklus Nr. 1) für Viola und sechs Instrumente op. 15 (2012)
- Another seven bagatelles für Bläsersextett op. 16 (2012/2013)
- Sonata brevis für vier Kontrabässe (2015, rev. 2021)
- Walden (Initialization) für Bassklarinette und Streichquartett op. 24 (2017/2021)
- Cri de coeur für Kontrabass und Streichquartett op. 28 (2020/2021)
- Quintettino tenero (illuminato dal grande Amadeo) (notturno no. 7) für Oboe, Klarinette, Fagott, Horn und Klavier (2021)
- Con dolore für Klarinette, Violoncello und Klavier (2021)
- Con fuoco für Altsaxophon, Violine und Violoncello (2021)

### Zwei Instrumente
- Sonata-variations für Klarinette und Klavier op. 2 (1998)
- Lost sonata für Violine und Klavier op. 18 (2014)

### Klavier solo
- 32 Klavierstücke (1993–1996)
- Sonatina in H/Des für Klavier (1995/1996, rev. 2020)
- blank page/hidden soul für Klavier und Elektronik (2013)

### Diverse Instrumente solo
- Violino solo op. 1 (1996, rev. 2001, 2008)
- Mo(o)nical(l) – Ein Ritual für Flöte op. 5 (2001–2003, rev. 2020)
- Capriciio (for J. L.) für Violoncello (2004)
- Ciaccona. Sonate für Solovioline Nr. 1 op. 14 (2010–2012)
- PhlegmAcc (nucleus) für Akkordeon op. 19 (2015)
- Emmert für Milanolo (2016)
- Elogiaria. Hommage-Variationen über ein Thema von Händel für Violine op. 22 (2017, rev. 2019/2020)
- Narcissus für Violine und Elektronik ad lib. (2018)
- The rememBACHed thoughts (facing yesterdays no. 2). Sonate für Violine solo Nr. 2 op. 32 (2022)

### Gesangsstimme mit Instrument(en)
- Piesne o láske (Lieder über die Liebe) nach altchinesischer Dichtung für Bariton, Klarinette, Violine und Klavier (1995)
- Dickinson songs nach Gedichten von Emily Dickinson für Sopran und präpariertes Klavier op. 6 (2002/2003, rev. 2005, 2007)
- Five kokinshu songs nach Poesie aus dem Kokinshū in der Übersetzung von Karol Strmeň für Sopran, Klarinette oder Bassklarinette, Viola und Klavier (2009/2010, rev. 2014)
- Eluana Englaro (Heptacon-Zyklus Nr. 5). Konzertante Berichtarie für Frauenstimme und zehn Instrumente op. 26/1 (2014/2015, rev. 2017/2018, 2020/2021)
- Canine shenanigans für Männerstimme (Darsteller) und fünf Instrumente op. 26/2 (2014, rev. 2020)

### Chor
- Drei Volkslieder für gemischten Chor a cappella (1991, rev. 1999)
- Dve modlitby (Zwei Gebete) für gemischten Chor, Viola und Kontrabass (2002/2004)

### Bearbeitungen
- Ludwig van Beethoven: Violinkonzert op. 61. Bearbeitung für Violine und 14 Instrumente (2020)
- Paul Burkhard: Casanova in der Schweiz, Komische Oper. Bearbeitung für Solisten, gemischten Chor und Kammerorchester (2019/2020)[19]
- Paul Dukas: L‘Apprenti sorcier, Sinfonische Dichtung. Bearbeitung für sechs Instrumente (2016)
- Antonín Dvořák: Rusalka. Oper, Version für Kammerorchester (2014)
- Jozef Grešák: Zuzanka Hraškovie. Kammeroper nach einem Text von Pavol Országh Hviezdoslav. Rekonstruktion der Partitur (2017)[20]
- Leoš Janáček: Příhody lišky Bystroušky (Das schlaue Füchslein). Kurzfassung der Oper für Sprecher, Sopran, Bariton und sieben Instrumente (2018)
- Gioacchino Rossini: Il Signor Bruschino. Oper. Bearbeitung für Gesangsstimmen und elf Instrumente (2017)[21]
- Robert Schumann: Violinkonzert nach dem Cellokonzert op. 129. Bearbeitung für Violine und 15 Instrumente (2020)
- Igor Strawinsky: Greeting Prelude. Bearbeitung für Kammerensemble (2013)
- Ilja Zeljenka: Concertino. Bearbeitung für Klarinette und Streichorchester oder Klavier (2009/2010)
- Ilja Zeljenka: Fanfáry II, III. Bearbeitung für Blechbläserquintett (2010)
- Once Upon a Time in the Silve Age. Theaterspektakel für eine Schauspielerin, vier Sänger und sieben Instrumente zu Melodien von Franz Lehár, Emmerich Kálmán und Nico Dostal (2022)

## CD-Diskographie (Auswahl)

### Als Komponist
- Seven bagatelles – Societa Rigata – auf: Seven Through Five (Slovart Records, 2001)
- Flat Lands and Plains – Melos Ethos Ensemble, Dirigent: Zsolt Nagy – auf: Melos Ethos Ensemble (Slowakisches Musikzentrum, 2005)
- Dickinson songs – Silvia Lejava Adamíková (Gesang), Andrea Bálešová (Klavier) – auf: SOOZVUK (Slowakischer Musikfonds, 2006)
- Elegia in memoriam, Sonata-variaitons, Chant d‘Amour, from father to son (notturno no. 2), Mo(o)nical(l) – rituál – Kammerensemble, Marián Lejava (Klavier und Dirigent) – auf: Marián Lejava (Mediálny inštitút, 2006)
- Aria – Lotz Trio – auf: Lotz Trio (Slowakischer Musikfonds, 2008)
- Violino solo – Milan Paľa (Violine) – auf: Milan Paľa. Violin Solo 2 (Pavlík Records, 2010)
- Fragment II – Ivan Buffa (Klavier) – auf: Slovak Composers‘ Fifth Variations (Slovak Music Bridge, 2011)
- Sonata brevis – BassBand – auf: BassBand (Slovak Double Bass Club, 2015)
- EMMERT – Milan Paľa (Milanolo) – auf: Milan Paľa. Milanolo (Pavlik Records, 2016)
- Another seven bagatelles, PRINCIPIUM (Heptacon-Zyklus Nr. 1), Lost sonata (Teil 1), The Wrath Sessions I (Vol. 1), Violino solo, – Milan Paľa (Violine), Metrum Ensemble, Dirigent: Marián Lejava – auf: Metrum Ensemble plays Marían Lejava. Live in Budapest (Slowakischer Musikfonds, 2017)
- Omayra (Milanolo-Konzert Nr. 2) – Milan Paľa (Milanolo), Ensemble Opera Diversa, Dirigent: Marián Lejava – auf: 4 Milanolo Concertos (Pavlik Records, 2018)
- Horrow (WaldEnd) op. 24a– Branislav Dugovič (Klarinette), Milan Paľa (Violine), Jozef Lupták (Violoncello) – auf: Branislav Dugovič. CROSS-COUNTRY SKIING (Real Music House, 2018)
- Beethoven: Violinkonzert op. 61. Bearbeitung für Violine und 14 Instrumente, Schumann: Violinkonzert nach dem Cellokonzert op. 129. Bearbeitung für Violine und 15 Instrumente – Milan Paľa (Violine), Ensemble Opera Diversa, Dirigent: Marián Lejava – auf: Beethoven, Schumann, Paľa, Lejava, Ensemble Opera Diversa (Pavlík Records, 2020)
- CRI DE COEUR – František Výrostko (Kontrabass), BraCk Players – auf: Doublebassement. František Výrostko/BraCk Players (UBU Collection, 2021)

### Als Dirigent
- Werke von Petra Bachratá – Ensemble, Dirigent: Marián Lejava – auf: Petra Bachratá. Aberrationes (Ekolio, 2001)
- Werke von Jana Kmiťová, Lucia Papanetzová, Ladislav Kupkovič, Jerzy Kornowicz – Melos Ethos Ensemble, Dirigent: Marián Lejava – auf: Slovaks for the Warsaw Autumn (Polnisches Musikinformationszentrum, 2006)
- Werke von Tadeáš Salva – Eugen Prochác (Violoncello), Sinfonieorchester des Slowakischen Rundfunks, Staatsphilharmonie Košice, Dirigent: Marián Lejava – auf: Tadeáš Salva. Werke für Cello (Naxos, 2012)
- Werke von Louis Andriessen, Terry Riley, Martin Burlas, František Chaloupka – VENI ACADEMY, Dirigent: Marián Lejava – auf: VENI ACADEMY. Rolling Tones (ISCM-Sektion Slowakei, 2013)
- Werke von Alban Berg, Karol Szymanowski – Milan Paľa (Violine), Sinfonieorchester des Slowakischen Rundfunks, Dirigent: Marián Lejava – auf: Szymanowski, Berg. Violinkonzerte (Pavlík Records, 2016)
- Werke von Elliott Sharp – Elliott Sharp, VENI ACADEMY, Dirigent: Marián Lejava – auf: Elliott Sharp: Dispersion (Mode, 2018)
- Werke von Adrián Demoč, Pascal Manolios, Jevgenij Iršai, Marián Lejava – Milan Paľa (Milanolo), Ensemble Opera Diversa, Dirigent: Marián Lejava – auf: 4 Milanolo Concertos (Pavlik Records, 2018)
- Werke von Boško Milaković, Hillarz Jefferz, Elliott Sharp – VENI ensemble, Dirigent: Marián Lejava – auf: VENI 30 (Slowakischer Musikfonds, 2019)
- Werke von Jevgenij Iršai – Solisten, Ensemble Opera Diversa, Dirigent: Marián Lejava – auf: Mnemiranet. 6 Bratislavaer Konzerte (Pavlik Records, 2019)
- Werke von Eugen Suchoň, Tadeáš Salva, Johannes Brahms – Gustáv Beláček (Bass), Ensemble Opera Diversa, Dirigent: Marián Lejava – auf: Fantastický krajinami piesne s Gustávom Belačkom (Pavlík Records, 2019)
- Werke von Jozef Grešák – Solisten, Staatsphilharmonie Košice, Dirigent: Marián Lejava – auf: Jozef Grešák (Slowakischer Musikfonds, 2020)
- Werke von Ludwig van Beethoven und Robert Schumann in Bearbeitungen von Marián Lejava – Milan Paľa (Violine), Ensemble Opera Diversa, Dirigent: Marián Lejava – auf: Beethoven, Schumann, Paľa, Lejava, Ensemble Opera Diversa (Pavlík Records, 2020)